# Secun de la Rosa
Secundino Benjamín Juan de la Rosa Márquez Ailagas de Carvajal (Barcelona, 23 de diciembre de 1969), más conocido como Secun de la Rosa, es un actor, autor y director español.
Reconocido como actor por su larga trayectoria en el teatro, en el que ha interpretado obras como Los asquerosos de Santiago Lorenzo dirigida por David Serrano para el Teatro Español, Hombres que escriben en habitaciones pequeñas de Antonio Rojano para el CDN Teatro María Guerrero, El jardín de los cerezos de Antón Chéjov para el CDN  Teatro Valle-Inclán, Smoking room dirigida por Roger Gual en el Teatro Pavón o la versión de Will Keen de Hamlet en las Naves del Matadero Madrid, entre otras.
Su filmografía como actor incluye algunas de las películas y series más exitosas de los últimos años. Entre sus créditos figuran sus colaboraciones con Álex de la Iglesia en El bar, Las brujas de Zugarramurdi y 30 monedas, con el ganador del Premios Óscar, Michael Radford, en La mula, y en películas tan aplaudidas como Negociador, Casual day, Pieles, La llamada, Noche de reyes o Días de fútbol.
También ha participado en los dos musicales más exitosos del cine español El otro lado de la cama y Los dos lados de la cama, así como en series como Aída, Amar es para siempre, El Ministerio del Tiempo, Paquita Salas, Saturday Night Live, Los irrepetibles o Paco y Veva.
Paralelamente ha desarrollado una prestigiosa carrera como autor y director teatral. Desde sus inicios formando compañía de teatro propia, y generando un teatro independiente, de autogestión, y de marcado carácter social.
Sus textos han sido reconocidos —con premios como el "Telón chivaS" al mejor autor revelación— por su marcada personalidad y estilo propio.
En su dramaturgia, lo agridulce de sus personajes, casi siempre perdedores en lucha con sus emociones o su situación vital y social, convierte sus historias, siempre contemporáneas, en un reflejo poético de las dificultades para relacionarse, madurar y vivir en nuestros días, mezclando esa problemática con elementos de comedia, sensibilidad hacia sus personajes, y un lenguaje muy coloquial. Sus propuestas le han colocado como uno de los dramaturgos más a tener en cuenta en la actualidad.
Entre sus textos figuran obras como Los años rápidos, El disco de cristal o Clara Bow. Algunas de ellas han sido editadas por Ediciones Antígona.
En su bagaje se encuentra el texto de The hole y la dirección de actores de los musicales Hoy no me puedo levantar o Los 40 principales. También es autor de la gala de los Premios Max dedicada a Joan Brossa y del monólogo «Sara P.» para la lucha contra el sida, incluido en el libro Grita SIDA.
En el año 2021 dirigió de su primer largometraje El cover, del que también firmaba el guion. La película, a pesar de sufrir las consecuencias del parón por la pandemia del covid y las dificultades de su retome, inauguró el Festival de Málaga y recibiendo el Premio del Jurado Joven de la UMA a mejor largometraje de la sección oficial del Festival de Málaga.

## Biografía
Hijo de padre malagueño y madre catalana (de ascendencia gaditana), nació en el extrarradio barcelonés, en el polígono de Canyelles, y se crio en el barrio de Verdún.
A los 20 años se traslada a Madrid y comienza su formación en Arte Dramático en la escuela de Cristina Rota. Compagina los estudios con distintos trabajos como camarero o dependiente nocturno en un Seven Eleven.
Estudia Arte Dramático en la escuela de Cristina Rota y forma parte de la llamada "generación del 90", un grupo de actores jóvenes que a mediados de la década de los 90 renovaron el panorama actoral español.
Junto a compañeros como Pilar Castro y Aitor Merino monta la compañía Caracalva y comienzan a representar pequeñas piezas, para dar rienda suelta a su creatividad.
Dirige a la compañía Animalario en la versión de Alberto San Juan de la obra Bola de sebo de Guy de Maupassant.
A finales del año 1999 Secun de la Rosa escribe y dirige un montaje teatral de pequeño formato llamado rADIO rARA. Se trata de una obra de teatro de una hora de duración, durante la cual tres actores vestidos de negro, sin descanso, ni oscuros ni interrupciones ni cambios de escena, interpretan toda una galería de personajes a ritmo frenético sin salir en ningún momento del escenario durante toda la representación.
La propuesta convirtió a rADIO rARA en espectáculo revelación, que pasó de pequeñas salas a realizar una extensa gira por los principales teatros del país. Y dio nombre a su propia compañía teatral.
Desde sus inicios ha compaginado sus trabajos actorales con la gestión de su propia compañía teatral, rADIO rARA, donde escribe y dirige la mayoría de sus propuestas, aunque esta labor también está proyectada hacia otras compañías y eventos a medida que su trabajo se va reconociendo.
Ha publicado el libreto de tres de sus obras de teatro:
| Año  | Título               | Editorial          |
| ---- | -------------------- | ------------------ |
| 2018 | Los años rápidos     | Ediciones Antígona |
| 2020 | El disco de cristal  | Ediciones Antígona |
| 2020 | Muerte a las pirañas | Ediciones Antígona |

## Formación
Cursa Arte Dramático durante cuatro años en la escuela de Cristina Rota.
Completa su formación actoral con Alberto Miralles, forma parte del grupo madre de Fernando Piernas y trabaja verso con Will Keeane, que le dirigió en su Hamlet.
Como autor, ha participado en laboratorios de dramaturgia de Sanchís Sinisterra, análisis de texto con Milagros Viñas, guion con Joaquín Oristrel.

## Filmografía

### Director
- El cover (2021)

### Largometrajes
- Aunque tú no lo sepas, Compañero de mudo. Dir. Juan Vicente Córdoba (2000)
- Me da igual, reparto. Dir. David Gordon (2000)
- Vadene via, reparto. Dir. Max Vianchi y Ana Pamplona (2000)
- Noche de reyes, Benito. Dir. Miguel Bardem (2001)
- Peor imposible, ¿qué puede fallar?, Champiñón. Dir. José Semprún y David Blanco (2002)
- El otro lado de la cama, Carlos. Dir. Emilio Martínez Lázaro (2002)
- Días de fútbol, Gonzalo. Dir. David Serrano (2003)
- Los abajo firmantes, Acomodador. Dir. Joaquín Oristrell (2003)
- El asombroso mundo de Borjamari y Pocholo, reparto. Dir. Juan Cavestany y Enrique López Lavigne (2004)
- Incautos, Dependiente de joyería. Dir. Miguel Bardem (2004)
- El chocolate del loro, Pedro. Dir. Ernesto Martín (2004)
- ¡Hay motivo!, Pasajero del taxi. Dir. Joaquín Oristrell (2004)
- Los 2 lados de la cama, Carlos. Dir. Emilio Martínez-Lázaro (2005)
- El síndrome de Svensson, Rapero Spain. Dir. Kepa Sojo (2006)
- Las 13 rosas, Sátur. Dir. Emilio Martínez Lázaro (2007)
- Casual day, Almárcegui. Dir. Max Lemcke (2007)
- Días de cine, Cura. Dir. David Serrano (2007)
- Mortadelo y Filemón. Misión: Salvar la Tierra, Nerón. Dir. Miguel Bardem (2008)
- Tú eliges, Camarero. Dir. Antonia San Juan (2009)
- La mula, Manuel Chato. Dir. Michael Radford (2010)
- No controles, Juanan. Dir. Borja Cobeaga (2010)
- Lobos de Arga, Mario. Dir. Juan Martínez Moreno (2011)
- Cinco metros cuadrados, Nacho. Dir. Max Lemcke (2011)
- Del lado del verano, Carlos. Dir. Antonia San Juan (2012)
- Las brujas de Zugarramurdi, Pacheco. Dir. Álex de la Iglesia (2013)
- Hablar, Director del hotel. Dir. Joaquín Oristrell (2014)
- Pancho, el perro millonario, Tenazas. Dir. Tom Fernández (2014)
- Negociador, Camarero. Dir. Borja Cobeaga (2014)
- El tiempo de los monstruos, Fabián. Dir. Félix Sabroso (2015)
- La reina de España, Guardia Civil. Dir. Fernando Trueba (2016)
- La sexta alumna, Tito. Dir. Benja de la Rosa (2016)
- La llamada, Carlos el de la tirolina. Dir. Javier Calvo y Javier Ambrossi (2017)
- Pieles, Ernesto. Dir. Eduardo Casanova (2017)
- El bar, Sátur. Dir. Álex de la Iglesia (2017)
- Llueven vacas, Fernando. Dir. Fran Arráez (2017)
- Tiempo después, Pastrana. Dir. José Luis Cuerda (2018)
- La pequeña Suiza, Don Anselmo. Dir. Kepa Sojo (2019)
- ¡Ay, mi madre!, Segundo de Palma. Dir. Frank Ariza (2019)

### Cortometrajes
- Al rojo vivo, reparto. Dir. Raúl Muñoz (1997)
- Postales de la India, como Juan. Dir. Juanjo Díaz Polo (2000)
- Mezclar es malísimo, como el novio. Dir. David Serrano (2001)
- Desaliñada, como Cangrejo. Dir. Gustavo Salmerón (2001)
- Looking for Chencho, reparto. Dir. Kepa Sojo (2002)
- Tus labios, como el amigo de Raúl. Dir. Isabel de Ocampo (2004)
- Cuándo puedas, reparto. Dir. Kepa Sojo (2004)
- Teki, reparto. Dir. Alberto Esteban (2006)
- En armonía, como Philippe. Dir. David R. Losada (2009)
- 9, reparto. Dir. Candela Peña (2009)
- Perder el tiempo, como Jesús. Dir. Carlota Coronado y Giovanni Maccelli (2009)
- Ansiedad, como Socorro. Dir. Eduardo Casanova (2010)
- Luciérnaga, como Mateo. Dir. Carlota Coronado (2010)
- Koala, reparto. Dir. Daniel Remón (2012)
- #Sequence'', un segmento: ''Una vedette a ninguna parte, reparto. Dir. Benja de la Rosa (2013)
- Flotando, como Elio. Dir. Frankie De Leonardis (2018)

### Televisión
Ha rodado para televisión:
- Alesio, Tritón. Estudio 1 de RTVE Dir. Gustavo Jiménez (2006)
- Después de la lluvia, Ascensorista. Dir. Agustí Villaronga (2007)
- Prim, el asesinato de la calle del Turco, Gaspar Ruiz. Dir. Miguel Bardem (2014)

Ha participado como actor en las siguientes series:
| Año       | Serie                               | Personaje                |              |
| --------- | ----------------------------------- | ------------------------ | ------------ |
| 1998      | Compañeros                          | Okupa                    |              |
| 1998      | Tio Willy                           | Pasajero del avión       |              |
| 2000-2001 | El grupo                            | Álvaro                   |              |
| 2000-2001 | Policías, en el corazón de la calle | Víctor López             |              |
| 2003      | 7 vidas                             | Amador                   | 1 episodio   |
| 2003      | Cuéntame cómo pasó                  | Florencio                |              |
| 2004      | Paco y Veva                         | Agustín                  |              |
| 2005      | Un paso adelante                    |                          |              |
| 2005-2014 | Aída                                | Antonio "Toni" Colmenero | 62 episodios |
| 2006      | Mis adorables vecinos               |                          |              |
| 2008      | Maitena: Estados alterados          |                          |              |
| 2008      | Impares                             | Álvaro Acosta            |              |
| 2009      | Pizzicato                           | Rapero                   |              |
| 2014      | Amar es para siempre                | Alfredo López            |              |
| 2015      | El Ministerio del Tiempo            | Antonio Lancha           |              |
| 2016-2018 | Paquita Salas                       | Fernando Canelón         |              |
| 2018      | Arde Madrid                         | Señor Salamanca          |              |
| 2018      | Yo quisiera                         | Fele                     |              |
| 2018      | El Continental                      | Ramiro López             |              |
| 2019      | Capítulo 0                          | Trabajador ferroviario   |              |
| 2019      | Terror y feria                      | Amadeo                   |              |
| 2020-2021 | 30 monedas                          | Martín                   |              |
| 2023      | Cristo y Rey                        | Ricardi                  |              |
| 2025      | Superestar                          | Leonardo Dantés          | 6 episodios  |

## Teatro

### Dramaturgo y director
Secun de la Rosa después de más de veinte años de investigación y puesta en escena de sus propios textos, se ha consolidado como dramaturgo y director teatral contemporáneo.
Premiado con diferentes reconocimientos, como el premio Telón Chivas al Autor Revelación, sus obras han saltado del circuito más independiente y se representan en teatros principales, haciendo su teatro visible.
Sus dos últimas propuestas El disco de cristal y Los años rápidos han sido recomendadas por la Red Nacional de Teatros.
El disco de cristal ha estado representándose durante 5 años por toda la geografía nacional.

#### Estilo
"Sus propuestas, de marcado cariz social, se perciben maceradas por una voz propia, mezcla de poesía, comedia y profundidad, donde se advierte a un autor valiente, arriesgado y contemporáneo". Ediciones Antígona.

#### Obras
Obras de teatro escritas por Secun de la Rosa:
| 1999  | Radio Rara.                                                                                     |
| 2000  | Carne de videoclub.                                                                             |
| 2001. | Los Openheart (coescrito Pilar Castro)                                                          |
| 2002  | Mentirosas.                                                                                     |
| 2003  | Enredados.                                                                                      |
| 2005  | El rincón de la borracha.                                                                       |
| 2006. | Puri-cultura (pieza de “desveladas junto a textos de Mayorga, Cavestany, Lima, San Juan y Coté) |
| 2007  | La parte del sol.                                                                               |
| 2009  | Las fichas.                                                                                     |
| 2011  | The hole.                                                                                       |
| 2012  | El resplandor en la hierba.                                                                     |
| 2013  | Louella Persons.                                                                                |
| 2013  | Pioneras.                                                                                       |
| 2014  | El disco de cristal.                                                                            |
| 2015  | Clara Bow.                                                                                      |
| 2016  | Los años rápidos.                                                                               |
| 2017  | Mi hermano es un moderno.                                                                       |
| 2018  | La felina.                                                                                      |
| 2019  | Muerte a las pirañas.                                                                           |

#### Otros textos
- Gala premios union actores 2014 (coescrito)
- Premios “Almería en Corto” 2013.
- Programa Nochebuena 2011 RTVE (coescrito con Illana.)
- Premios MAX 2008. (Marzo 2009. Teatro Cuyás. Gran Canaria)
- Homenaje a Mihura. Monólogo (teatralizado Gerardo Malla)
- Gala apertura teatro madrileño 2006-2007. Teatro Albéniz.

### Actor
- rADIO rARA. Dir. Secun de la Rosa (1999)
- Lorca. Cía. Lluís Pasqual
- Susrealismos. Cía. Caracalva
- Te odio. Dir. Juanjo Díaz Polo
- A las tantas. Dir. Secun de la Rosa.
- Anoche por poco sueño contigo. Cía. Caracalva
- Bola de sebo de Guy de Maupassant, versión Alberto San Juan.  Dir. Secun de la Rosa. Cía. Animalario
- Oración. Dir. Fernando Arrabal. Cía. Madera 17
- Esperando al zurdo. Dir. Cristina Rota
- Obedecedor. Dir. Amparo Valle (2000)
- El homosexual de Copi. Dir. Gustavo Tambascio (2000)
- Los openheart. Dir. Andrés Lima (2002)
- Pensar amb els ulls. de Joan Brossa
- El rincón de la borracha. Dir. Secun de la Rosa. Teatro Alfil (2006)
- Los irrepetibles. Dir. Emilio Aragón (2007)
- ¡Que viene Richi!. Dir. Carmen Losa.  Teatro Alcázar (2008)
- Las fichas. Dir. Secun de la Rosa. Sala Triángulo. (2009)
- Los gemelos de Plauto. Teatro romano de Mérida (2009)
- La asamblea de las mujeres, de Aristófanes. Teatro romano de Mérida (2011)
- Hamlet, de William Shakespeare. Dir. Will Keen. Matadero Madrid (2012)
- Guillermito y los niños a comer. Dir. Julián Quintanilla Teatro Lara (2012)
- El disco de cristal. Dir. Secun de la Rosa. Teatro del Barrio (2014)
- Smoking room. Dir. Roger Gual. Teatro Pavón (2017)
- Hombres que escriben en habitaciones pequeñas” de Antonio Rojano. Dir. Víctor Conde. CDN María Guerrero (2019)
- Metamorfosis” de Ovidio. Dir. David Serrano. Teatro romano de Mérida (2019)
- El jardín de los cerezos de Chéjov. Dir. Ernesto Caballero CDN Teatro Valle-Inclán (2019)
- Los asquerosos” de Santiago Lorenzo. Dir. David Serrano. Teatro Español (2020)

## Premios y candidaturas
- Candidato al Premio Unión de Actores a mejor actor de reparto de televisión por el papel de Álvaro en la serie El grupo (2000)
- Candidato al Premio Unión de Actores a mejor actor de reparto de cine por el papel de Carlos en la película El otro lado de la cama (2002)
- Premio Unión de Actores a mejor actor de reparto de cine por el papel de Gonzalo en la película Días de fútbol (2003)
- Premio en el Festival de Cine de Comedia de Tarazona a actor revelación de cine de comedia (2008)
- Premio Unión de Actores a mejor actor de reparto de televisión por el papel de Antonio "Toni" Colmenero en la serie Aída (2010)
- Premio Baeza Diversa[1] a la proyección social (2012)
- Candidato al Premio Unión de Actores a mejor actor de reparto de cine por el papel de Carlos en la película La llamada (2017)